# Exmoorský pony

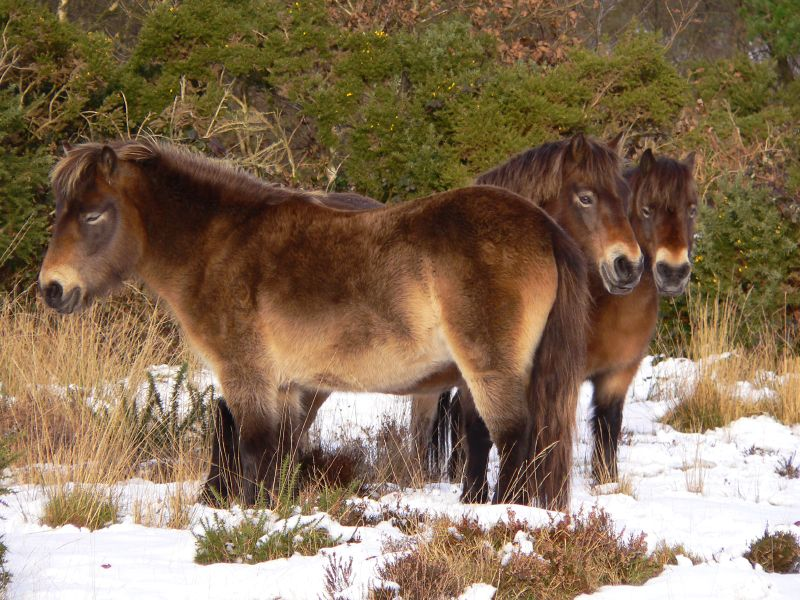
Několik exmoorských ponyů na sněhu

Exmoorský pony či keltský pony je divoké plemeno koně domácího (Equus ferus f. caballus), které pochází z anglického Somersetu a Devonu. Plemeno dostalo jméno podle vysoko položených blat Exmoor v jihozápadní Anglii.
Exmoorskému ponymu hrozilo vyhynutí – druhou světovou válku přežilo pouhých 45 jedinců. Celosvětově jich žije zhruba dva tisíce (jsou podobně početní jako pandy velké).

## Historie
Plemeno exmoorský pony je jedno z nejstarších a nejpůvodnějších plemen koní. Je to nejstarší plemeno ve Velké Británii, kde žije od doby bronzové, a od poslední doby ledové se nezměnilo.[zdroj?] Využívali ho již Keltové jako soumary.[zdroj?] První zmínku nalezneme v Knize posledního soudu (Domesday Book, 1086).[zdroj?] Roku 1921 byla založena Exmoor Pony Society, která si dala za úkol podporovat a kontrolovat chov exmoorských ponyů; plemenitba je pečlivě řízena a do plemenné knihy lze zapsat pouze ověřené jedince.
Anglie se od pevniny oddělila přibližně před 15 000 lety, to znamená, že exmoorský pony se 14 000 let nekřížil s jinými plemeny. I v současnosti žijí exmoorští ponyové volně na vřesovištích.[zdroj?]

## Popis
V kohoutku měří 113 cm až 130 cm. Zbarvení se pohybuje od plavé po černou a narušuje ho světlá srst okolo huby, očí, břicha a vnitřních stran stehen. Jejich srst se skládá ze dvou vrstev. Ta blíže k tělu je měkká a pouze chmýřová. Udržuje u těla teplo. Druhá, vnější, je mastná a chrání tělo před chladem a vlhkem. V létě se Exmoorští poníci měděně lesknou, v zimě jsou matní s mastnou srstí. Exmoorové mají středně dlouhé tělo a krk, líbivou hlavu, strmou lopatku, krátké nohy zakončené tvrdými kopyty a huňatou hřívu i ocas, kterému se říká „ledový ohon“, protože je u kořene rozštěpený. Další zajímavostí Exmoorů je „moučná huba“. Tak se označuje bílé zbarvení okolo huby. Pod pojmem „žabí oko“ se skrývá zesílené horní oční víčko. Exmoorové mají jako jediné plemeno sedmou stoličku.[zdroj?]

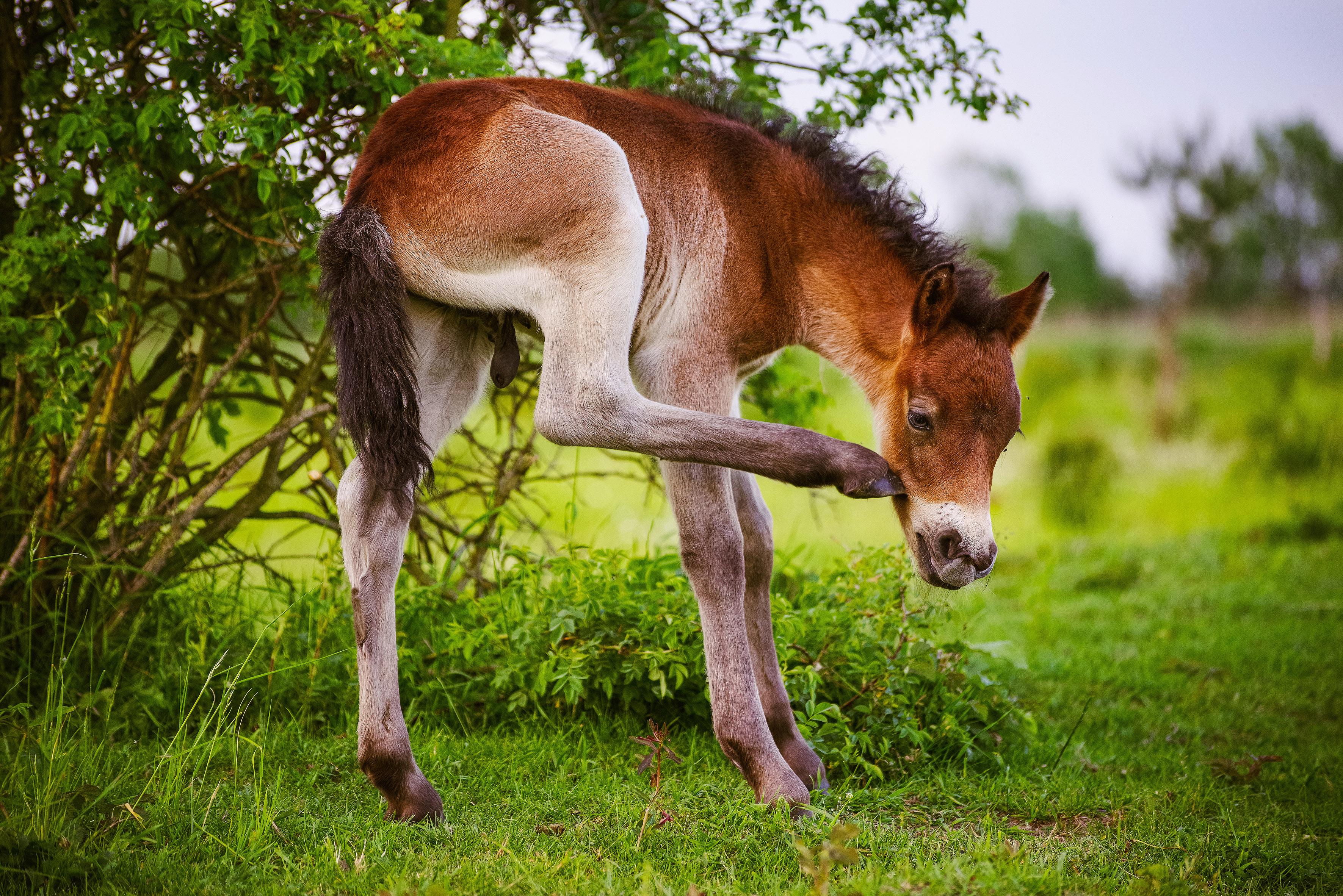
Týdenní hříbě exmoorského pony v Přírodní rezervaci velkých kopytníků Milovice

Jsou to houževnatí a inteligentní poníci, odolní proti koňským nemocem. Zpočátku člověku nedůvěřují, ale po navázání důvěry se z nich stávají skvělí společníci. Jestliže jsou od narození zvyklí na přítomnost lidí, hodí se i pro děti, ale protože mohou být tvrdohlaví, potřebují jistou ruku. Exmoorové vynikají ve skocích.[zdroj?]

## Česká populace
Projekt návratu divokých koní do České republiky připravila obecně prospěšná společnost Česká krajina ve spolupráci s experty z Biologického centra Akademie věd České republiky, Jihočeské univerzity, Karlovy Univerzity a Ústavu biologie obratlovců Akademie věd.
Česká populace exmoorských koní je unikátní, protože ji založilo 40 nepříbuzných zakladatelů. Tak vysoký podíl zakladatelů patrně nemá žádná jiná populace. (Důležitější než celkový počet koní je počet a původ zvířat, která populaci založila. Jen vysoký počet nepříbuzných zakladatelů může vytvořit geneticky různorodou, a tedy soběstačnou tuzemskou populaci.) Protože však v české populaci nejsou zastoupeny některé vzácné linie divokých koní z odlehlých oblastí Exmooru, bude třeba kvůli maximální genetické pestrosti dovézt z Anglie další exmoorské ponye.

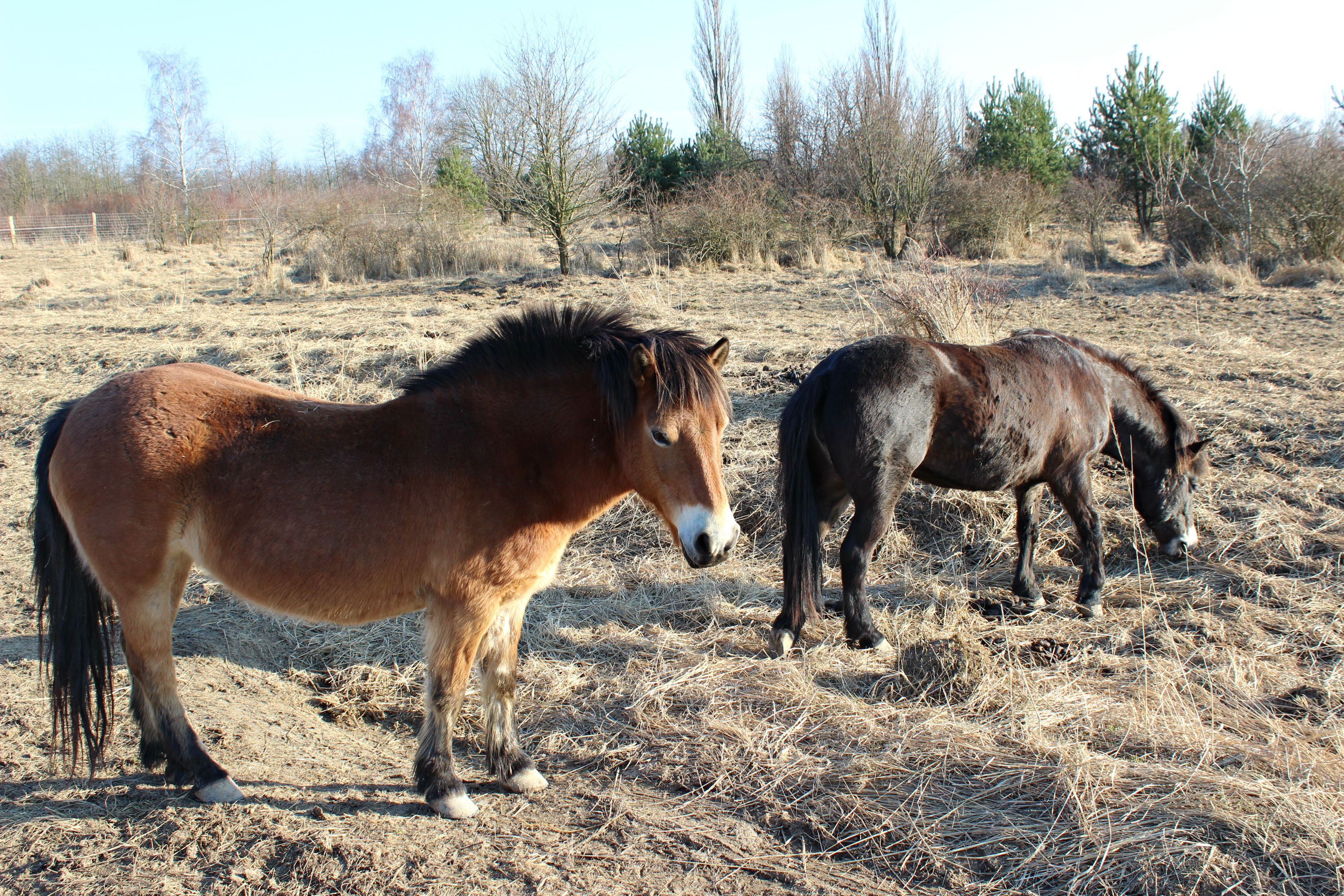
Exmoorští pony ve vojenském prostoru Milovice

Na začátku roku 2015 bylo dopraveno 14členné stádo klisen do nestátní rezervace Milovice u středočeských Milovic. Účelem je vypásání, které má ve vymezených lokalitách milovického vojenského prostoru zastavit ústup otevřené a polootevřené krajiny. To zamezí mizení druhů různých rostlin nebo motýlů, ptáků, plazů i dalších ohrožených obratlovců. Genetické a archeologické analýzy z posledních let naznačují, že exmoorský pony nejvíce odpovídá velikostí a vzhledem včetně zabarvení původním divokým koním žijícím ve střední a západní Evropě. Analyzováni byli také huculští koně, tzv. polští konici nebo němečtí Heckovi koně, přičemž se ukázalo, že huculští koně jsou relativně mladé plemeno, které vzniklo záměrným křížením, a další dvě plemena nemají přes mnohá tvrzení s divokými koňmi „nic moc společného“. V létě 2019 žilo na dvou milovických pastvinách 71 exmoorských ponyů.
V lednu 2018 byli do lokality Na Plachtě na okraji Hradce Králové přivezeni čtyři hřebci a do Ptačího parku Josefovské louky u Jaroměře pět hřebců. Bezplatně je zapůjčila společnost Česká krajina. V srpnu 2019 žilo na Josefovských loukách devět koní. Do obou pastevních rezervací přibyli další koně v říjnu 2019. 
V Národním parku Podyjí na Jižní Moravě žije na dvou pastvinách (mezi Havraníky a Hnanicemi a u Mašovic) dvacet koní. Jedenáctičlenné stádo přivezené v květnu 2018 se rozrostlo o hříbata.
Od podzimu 2018 žije stádo šesti hřebců na Šlovickém vrchu u Dobřan, který se díky výskytu chráněných živočichů zařadil na seznam evropsky významných lokalit Natura 2000. Hřebci jsou potomky zakládajícího stáda žijícího od roku 2015 v rezervaci velkých kopytníků ve středočeských Milovicích a pomohou udržovat biotop typický pro otevřená stanoviště. Dobřanští zastupitelé časem rozhodnou, zda do lokality přibudou i jiní kopytníci, např. kozy.
Od začátku prosince 2021 se zabydlují 3 hřebci exmoorského divokého koně v Janovském mokřadu u Nýřan na Plzeňsku, kteří budou spásat třtinu křovištní a umožní tak růst novým druhům rostlin, příhodnějších pro tato podmáčená stanoviště. Trojici hřebců zapůjčila Plzeňskému kraji ochranářská společnost Česká krajina bezplatně a do rezervace velké 72 hektarů je převezli pracovníci plzeňské zoologické zahrady.

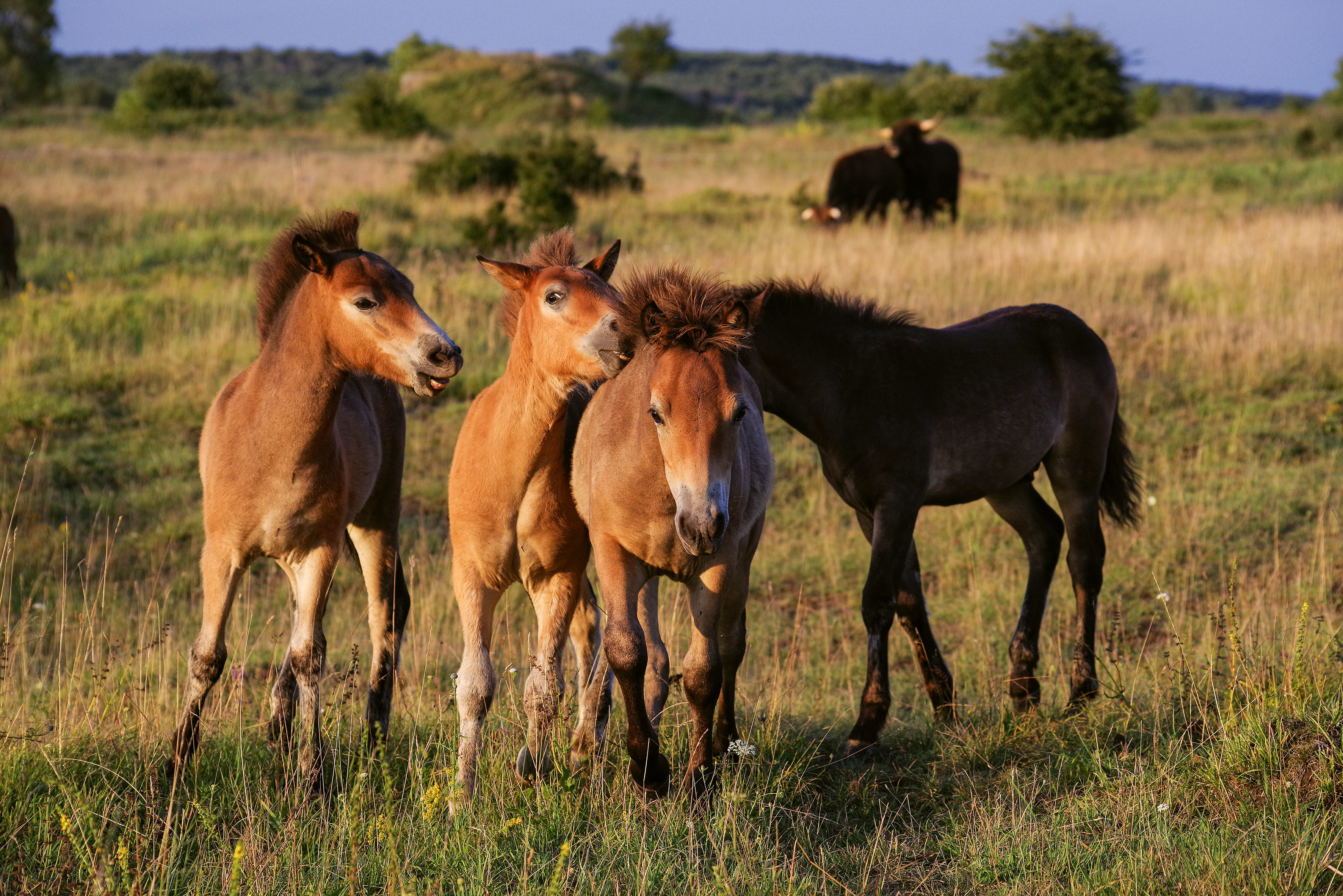
Hříbata exmoorských pony v Přírodní rezervaci velkých kopytníků Milovice

Proč při zpracování projektu padla volba právě na divoké poníky z Velké Británie – na exmoorské ponye? Žádné jiné plemeno v tamější oblasti nežilo posledních tisíc let ve volné přírodě v podstatě bez vlivu člověka a bez křížení s jinými plemeny. Tito koně také nikdy nebyli používáni k tahu ani k jízdě, jejich jediným „úkolem“ bylo udržovat místní pastviny spásáním hrubé vegetace. Proč exmoorští ponyové a ne kozy, které se také osvědčily např. při udržování stepních společenstev? Protože o kozy je nutné se starat: přikrmovat je, odčervovat, léčit, zatímco exmoorští ponyové vynikají zdravím a jsou imunní vůči parazitům. Krmivo budou dostávat pouze tehdy, když pastvina zapadne sněhem.